# Manouria emys
Manouria emys је гмизавац из реда корњача и фамилије Testudinidae.

## Угроженост
Ова врста се сматра угроженом.

## Распрострањење
Врста има станиште у Бангладешу, Вијетнаму, Индији, Индонезији, Малезији, Мјанмару и Тајланду.

## Станиште
Врста Manouria emys има станиште на копну.